# بجيم (عشر ستاق)
بجیم (بالفارسية: پجیم) هي قرية تقع في إيران في قسم عشر ستاق الريفي. يقدر عدد سكانها بـ 421 نسمة بحسب إحصاء 2016.